# Подорож Єро
Подорож Єро (англ. Hiero's Journey) — постапокаліптичний науково-фантастичний роман американського письменника Стерлінга Ланьє, вперше опублікований у 1973 році видавництвом Chilton Book Co. Роман розповідає про пригоди священника, якого звали Пер Єро Дестін, нащадка стародавнього народу метисів, який досліджує сповнену мутантами дику природу Канади та Північної Америки через п'ять тисячоліть після події під назвою «Смерть», яка знищила цивілізацію (7476 рік нашої ери). Їдучи на мутованому лосі з ім'ям Клуц, з яким він здатен спілкуватися телепатично, Єро виконує таємне завдання — розкрити секрет комп'ютера, доапокаліптичної технології, яка може допомогти організувати захист його народу від злих сил, які повільно підривають, корумпують та оточують його цивілізацію.
Серед його союзників згодом з'являються Горм, телепатичний чорний ведмідь, Лучаре, принцеса з далекого королівства Д'алва, і Елевенери — послідовники Одинадцятої Заповіді: «Не знищуй Землю та життя на ній».
Під час своєї подорожі Єро стикається з багатьма небезпеками, включаючи мутованих людей, мутованих звірів, піратів і злі сили Братства Нечистих — давніх ворогів Елевенерів, які відчайдушно намагаються дізнатися секрет місії Єро і зупинити його, аби він не зірвав їхні підступні плани.
Кілька рецензентів відзначають, що роман відображає настрої Холодної війни, зокрема страх перед ядерним голокостом, який може знищити цивілізацію. Присутність християнського релігійного ордену також нагадує роман «Кантика для Лейбовіца».
«Подорож Єро» була першою книгою в запланованій трилогії, але лише сиквел «Непрощений Єро» (англ. The Unforsaken Hiero) був опублікований.
Гері Гайгекс, співтворець Dungeons & Dragons, назвав «Подорож Єро» впливом на Dungeons & Dragons в Додатку N до Dungeon Master's Guide для AD&D. Роман також вважається прямим натхненням для іншої рольової гри від TSR — постапокаліптичної Gamma World.